# بلاوهایس
بلاوویز (به هلندی: Blauwhuis) یک منطقهٔ مسکونی در هلند است که در سودوست-فریسلان واقع شده‌است. بلاوویز ۵۸۵ نفر جمعیت دارد.